# Milečská lípa
Milečská lípa je památný strom ve vsi Mileč u Nepomuku. Přibližně 420 let stará lípa velkolistá (Tilia platyphyllos) roste na návsi u staré brány statku čp. 8 v nadmořské výšce 450 m. Obvod jejího kmene měří 510 cm a koruna sahá do výšky 23 m (měření 2003). Strom je chráněn od roku 1976 pro svůj vzrůst a estetickou hodnotu.